# Geresdlak
Geresdlak es un pueblo ubicado en el distrito de Pécsvárad, en el condado de Baranya, Hungría.

## Superficie
Posee una superficie de 25,28 kilómetros cuadrados.

## Demografía
Hasta 2019 la población era de 730 habitantes, con una densidad de población de 28,88 habitantes por kilómetro cuadrado.